# Гретна (Вірджинія)
Гретна (англ. Gretna) — місто (англ. town) в США, в окрузі Піттсильванія штату Вірджинія. Населення — 1310 осіб (2020).

## Географія
Гретна розташована за координатами 36°56′56″ пн. ш. 79°21′59″ зх. д. / 36.94889° пн. ш. 79.36639° зх. д. (36.948810, -79.366511).  За даними Бюро перепису населення США в 2010 році місто мало площу 4,53 км², з яких 4,48 км² — суходіл та 0,05 км² — водойми.

## Демографія
Згідно з переписом 2010 року, у місті мешкало 1267 осіб у 600 домогосподарствах у складі 332 родин. Густота населення становила 280 осіб/км².  Було 686 помешкань (151/км²).
Расовий склад населення:
| - 61,4 % — білих - 36,9 % — чорних або афроамериканців - 0,5 % — азіатів - 0,2 % — корінних американців |

До двох чи більше рас належало 1,0 %. Частка іспаномовних становила 0,7 % від усіх жителів.
За віковим діапазоном населення розподілялося таким чином: 20,2 % — особи молодші 18 років, 50,1 % — особи у віці 18—64 років, 29,7 % — особи у віці 65 років та старші. Медіана віку мешканця становила 49,5 року. На 100 осіб жіночої статі у місті припадало 77,7 чоловіків;  на 100 жінок у віці від 18 років та старших — 73,1 чоловіків також старших 18 років.
Середній дохід на одне домашнє господарство  становив 35 182 долари США (медіана — 25 216), а середній дохід на одну сім'ю — 43 221 долар (медіана — 34 583). Медіана доходів становила 41 761 долар для чоловіків та 28 696 доларів для жінок. За межею бідності перебувало 25,5 % осіб, у тому числі 52,0 % дітей у віці до 18 років та 6,7 % осіб у віці 65 років та старших.
Цивільне працевлаштоване населення становило 377 осіб. Основні галузі зайнятості: освіта, охорона здоров'я та соціальна допомога — 23,1 %, виробництво — 22,8 %, будівництво — 10,1 %, роздрібна торгівля — 8,8 %.